# ICREACH
ICREACH — предполагаемая сверхсекретная поисковая система связанная с наблюдением, созданная Агентством национальной безопасности (АНБ) США после терактов 11 сентября.
Пилотную версию ICREACH запустили в 2007 году, и она в 12 раз увеличила объём метаданных, которыми спецслужбы делились между собой.
Разработка началась с базовой концепции, призванной удовлетворить растущий спрос разведывательного сообщества на такие метаданные и появившиеся возможности АНБ по сбору, обработке и хранению больших объёмов коммуникационных метаданных, связанных с целями разведки по всему миру.
Новый поисковик разработан на смену технологически устаревшим системам CRISSCROSS и PROTON, которые запустили в ЦРУ в 1990-е гг.
Метаданные, к которым поисковая система дает доступ, включают номера телефонов, уникальные номера SIM-карт, адреса электронной почты и др. Эта информация может быть использована для отслеживания перемещений людей, составления списка их друзей, родственников и знакомых, предсказания последующих действий, выяснения религиозной принадлежности и политических предпочтений.
В 2010 году интерфейс ICREACH уже был доступен для более чем 1000 аналитиков из 23 федеральных агентств, включая ФБР, ЦРУ и Управление по борьбе с наркотиками (Drug Enforcement Administration, DEA).
Впервые о существовании ICREACH стало известно благодаря обнародованию документов, предоставленных бывшим сотрудником АНБ Эдвардом Сноуденом.